# Ronde armate proletarie
Le Ronde armate proletarie, in acronimo RAP, è stata un'organizzazione terrorista italiana di tipo comunista che fece alcuni attentanti contro banche, industrie, militanti politici e forze dell'ordine, teorizzando le tesi della lotta di classe in nome della rivoluzione proletaria contro il capitalismo, il neofascismo accusato di essere in chiave anticomunista alleato del capitalismo, e quegli apparati dello stato italiano che lo appoggiavano; le Ronde rimasero attive in Italia tra il 1975 e il 1980.

## Le idee e le azioni
Le Ronde nascono a Milano, all'interno della componente più rivoluzionaria dell'Autonomia operaia, decisa a fare la rivoluzione per il comunismo, dopo lo scioglimento di Lotta Continua del 1977, traendo le proprie idee ed i propri militanti nei circoli del proletariato giovanile, restando però lontane dal dogmatismo ideologico delle Brigate Rosse, considerate troppo militariste e settarie, cercando di colpire anche i politici di opposto schieramento accusati di essere collusi con il capitalismo e la borghesia.

## L'adesione a Prima Linea in cui diventano il gruppo di fuoco armato
Le RAP esordiscono nel 1975 compiendo alcune azioni armate insieme ai Comitati comunisti rivoluzionari nel 1975, con cui commisero alcune rapine ed omicidi, rimanendo un gruppo armato singolo, mentre nel 1976 le Ronde aderiranno a Prima Linea, diventandone uno dei gruppi di fuoco in Lombardia ed in Sardegna, in cui compirono numerose azioni violente dal 1977 al 1981, rivendicando le azioni armate con la sigla RAP-PL, come l'attentato a Nuoro nel 1979 contro una caserma dei carabinieri, che provocò numerosi danni alla caserma dei CC. Dopo un anno di inattività decidono di assassinare dopo un tentativo di rapina una guardia a Milano e una a Torino in zona San Salvario (Giuseppe Pisciuneri) nel 1980, e continuarono con numerose azioni armate nel Nord Italia.

## Lo scioglimento
Con la fine dell'Autonomia operaia e Con lo scioglimento di Prima Linea nel 1981, le Ronde Armate Proletarie rimasero inattive.